# 施特賴赫山
47°27′32″N 11°45′39″E / 47.45889°N 11.76083°E

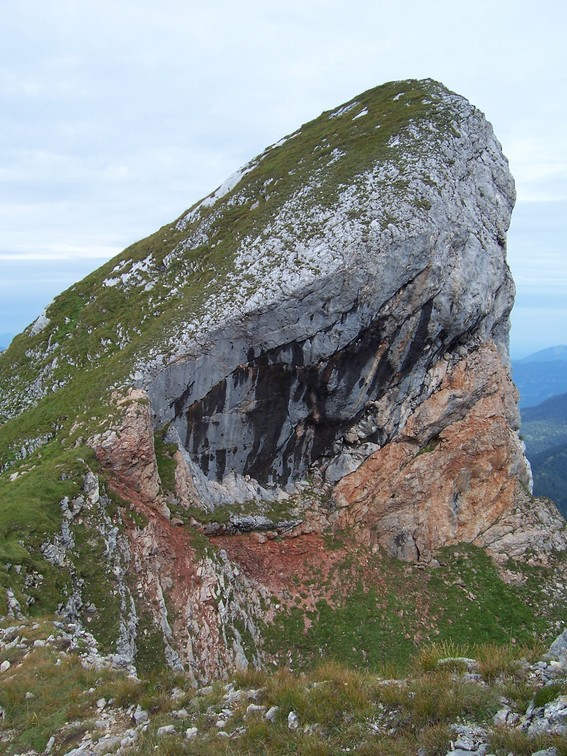

施特賴赫山（德語：Streichkopf），是奧地利的山峰，位於該國西部，由蒂羅爾州負責管轄，屬於布兰登贝格山的一部分，距離霍希斯山0.2公里，海拔高度2,243米。